# Contea di Xinshao
La contea di Xinshao (新邵县S, Xīnshào XiànP) è una contea della Cina, situata nella provincia di Hunan e amministrata dalla prefettura di Shaoyang.